# Last Friday Night (T.G.I.F.)
«Last Friday Night (T.G.I.F.)», originalmente Last Friday Night (Thank God It's Friday) —en español, «La noche del viernes pasado (Gracias a Dios que es viernes)»— es una canción de la cantante norteamericana Katy Perry de su segundo álbum de estudio Teenage Dream (2010). Fue lanzada como el quinto sencillo del disco el 6 de junio de 2011 y encabezó la lista de Billboard Hot 100 y Canadian Hot 100. Logró ser como todos los anteriores sencillos del álbum Teenage Dream, los cuales lograron encabezar la lista Billboard Hot 100, Hot Digital Songs, Pop Songs, Radio Songs y el Hot Dance Club Songs. Las siglas T.G.I.F. del título indican una frase muy utilizada por los estudiantes de Estados Unidos la cual significa thank God it's friday (gracias a Dios es viernes). La canción fue escrita por Perry, Dr. Luke, Max Martin y Bonnie McKee y fue producida por Dr. Luke y Max Martin. Hasta enero de 2015, «Last Friday Night (T.G.I.F.)» había vendido más de 3.700.000 copias en los Estados Unidos.
El lunes 8 de agosto de 2011 fue lanzado una remezcla de «Last Friday Night (T.G.I.F.)» que incluye la colaboración de la rapera Missy Elliott el cual fue vendido a 69 centavos de dólar en la tienda virtual iTunes. Ello, con la intención de catapultar a la canción a la posición n.º 1 del ranking Billboard Hot 100, el más importante de Estados Unidos, en el que para entonces había permanecido las últimas dos semanas en la posición n.º 2, detrás de «Party Rock Anthem» de LMFAO con Lauren Bennett y GoonRock. La canción se convirtió en el quinto sencillo número uno de la lista Billboard Hot 100, convirtiéndola en la primera mujer en la historia de los 53 años de Billboard en lograr posicionar cinco sencillos del mismo álbum en el puesto número 1 en el Hot 100, igualando el récord establecido por Michael Jackson 23 años antes. La canción cuenta con más de 3000 millones de accesos en su canal oficial VEVO en Youtube.
En 2012 la canción fue utilizada para promocionar el paquete de accesorios del juego Los Sims 3 inspirado en Perry y para ello se grabó una versión en el idioma ficticio simlish la cual se incluye en este.
En 2013, McKee versionó «Last Friday Night (T.G.I.F.)» como parte de un popurrí con otros siete sencillos cocompuestos por ella: «Dynamite» de Taio Cruz, «Hold It Against Me» de Britney Spears, «C'Mon» de Kesha y «California Gurls», «Teenage Dream», «Part of Me» y «Wide Awake» de la misma Perry.

## Antecedentes
La cantante ha revelado que se había inspirado para lograr escribir la canción después de correr desnudos por el parque con sus amigos. Perry afirma que después de una noche loca de fiesta y de algunas bromas, sirvieron para escribir la canción sobre sus travesuras y lo que recordaba el día siguiente. Katy reveló: "No hay nada mejor que una fiesta de baile improvisada con mis amigos. 'Last Friday Night (T.G.I.F.)' Mi camino es una canción sobre el libertinaje, porque tuve una de esas noches divertidas en Santa Bárbara. Nos fuimos a ese lugar llamado Wildcat y me divertí bastante", La cantante admitió: "Hemos bebido un par de cervezas y hemos bailado hasta morir, y luego revivo la fiesta a la habitación del hotel", agregó también que: "La mayor parte de esa canción es la pura realidad, aparte del trío... ¡por desgracia! Pero, sí, las bromas en el parque, que es lo que hicimos, ¡así que tuvimos que escribir una canción sobre ella al día siguiente!". Bonnie McKee, el coescritor de la canción dijo: "T.G.I.F. es más o menos una palabra para la descripción de nuestro viaje a Santa Bárbara (con Perry), así que me encanta eso. Es muy pegadiza y divertida y me hace sentir muy nostálgico."

## Recepción de la crítica
La canción ha recibido críticas mixtas por parte de los críticos de música. Allmusic indicó que era uno de los temas principales del álbum.

## Vídeo musical
El vídeo musical de «Last Friday Night (T.G.I.F.)» fue filmado durante mayo de 2011; el director del vídeo fue Marc Klasfeld y también participó en la codirección Danny Lockwood. Fue planeado para lanzarse el 14 de junio de 2011, pero debido a filtraciones en Internet, fue lanzado oficialmente mediante el Twitter de Katy Perry el 12 de junio de 2011. Perry hizo un remix junto a la cantante Missy Elliott el cual fue lanzado el 8 de agosto de 2011. 
A enero de 2022 el video oficial sobrepasa las 1390 millones de reproducciones, siendo el tercer video más visto de la cantante convirtiéndola en la primera mujer en conseguir 4 videos con más de 1 billón de visitas.

### Sinopsis
Kathy Beth Terry (Katy Perry) es una adolescente nerd con ortodoncia y gafas de gran tamaño que acaba de despertarse después de una alocada fiesta en su casa, rodeada en su habitación por sus compañeros de clase que se han desmayado por el licor de la fiesta. Un invitado, Aaron Christopherson (Darren Criss, actor de Glee), abre la puerta de su habitación y felicita a Kathy en su dormitorio por realizar la "mejor fiesta de todos los tiempos". Intrigada por saber qué fue lo que pasó la noche anterior, ella se conecta a una red social para averiguarlo y se encuentra con un par de fotos muy sensuales y comprometedoras de todo lo que hizo esa noche, incluyendo una foto de ella lamiendo el estómago del chico acostado en la cama junto a ella. Dichas fotos hacen recordar a Kathy cómo se inició la fiesta y cómo llegó todo ese desorden a su cuarto. El recuerdo comienza mientras Kathy se encuentra resolviendo un sudoku, y escucha música a todo volumen en la casa de al lado por lo que va a quejarse. Ella es recibida por Rebecca Black (que aparece en homenaje por su vídeo "Friday"). En la fiesta se encuentra con un nerd, Everett McDonald (Kevin McHale, estrella de Glee) el cual está muy enamorado de Kathy y fantasea con ella.
Kathy, sin embargo, está enamorada de Steve Johnson (Richie Nuzzolese), un jugador de fútbol muy atractivo, que la rechaza debido a su apariencia. Kathy se deprime y Rebecca para animarla decide darle un cambio de imagen, arrancando su aparato de ortodoncia con unas pinzas, le coloca cera en su labio superior para rasurar su bigote y le prepara un precioso vestido para que luzca como toda una reina en esa noche. Steve comienza a enamorarse de Kathy cuando ve su cambio de look, y todo el mundo empieza a bailar. Kathy y Rebecca están jugando al videojuego Just Dance 2 (en el cual aparece Katy Perry). El saxofonista Kenny G, a pesar de no haber tocado el saxofón en la canción, toca el solo de saxofón en el techo de la casa en el video, mientras que Hanson actúa como banda de la fiesta. La fiesta termina moviéndose a la casa de Kathy, donde ella vomita en una zapatilla después de beber demasiado y Everett golpea a Steve por pellizcarle una nalga a Kathy.
Al terminar la noche, Kathy finalmente se despierta al lado de Steve. El video cambia de nuevo a la mañana siguiente. El videoclip termina con ídolos adolescentes como Corey Feldman y Debbie Gibson quienes interpretan a Kirk y Tiffany Terry, los padres de Kathy, y sorprendidos, le preguntan sobre el estado de la casa, aunque luego la perdonan cuando estos recuerdan su propia juventud fiestera. Feldman hace varias referencias a la película The Lost Boys, en la cual él es uno de los protagonistas. 
Los créditos finales hacen función de diferentes líneas eliminadas del vídeo, bloopers y escenas extras de la fiesta, así como Everett llevándole el desayuno a Kathy en la cama. Después de que terminan los créditos, se repite la toma en la que a Kathy le arrancan la cinta del labio superior, pero esta vez se escucha su grito.

## Lista de canciones
| Sencillo en CD |                                                    |          |  |
| N.º            | Título                                             | Duración |  |
| 1.             | «Last Friday Night (T.G.I.F.)» (versión del álbum) | 3:51     |  |
| 2.             | «Last Friday Night (T.G.I.F.)» (instrumental)      | 3:48     |  |

| CD Promo (Remixes) |                                                                                    |          |  |
| N.º                | Título                                                                             | Duración |  |
| 1.                 | «Last Friday Night (T.G.I.F.)» (versión del álbum)                                 | 3:56     |  |
| 2.                 | «Last Friday Night (T.G.I.F.)» (remix de John Monkman y Johnson Somerset)          | 7:30     |  |
| 3.                 | «Last Friday Night (T.G.I.F.)» (Almighty Mixshow Edit)                             | 5:05     |  |
| 4.                 | «Last Friday Night (T.G.I.F.)» (Almighty Club Mix)                                 | 6:39     |  |
| 5.                 | «Last Friday Night (T.G.I.F.)» (Almighty Dub)                                      | 6:39     |  |
| 6.                 | «Last Friday Night (T.G.I.F.)» (5K Club Mix)                                       | 6:28     |  |
| 7.                 | «Last Friday Night (T.G.I.F.)» (5K Dub)                                            | 6:11     |  |
| 8.                 | «Last Friday Night (T.G.I.F.)» (Sidney Samson Extended Edit)                       | 4:15     |  |
| 9.                 | «Last Friday Night (T.G.I.F.)» (Sidney Samson Club Mix)                            | 6:20     |  |
| 10.                | «Last Friday Night (T.G.I.F.)» (Sidney Samson Dub)                                 | 6:04     |  |
| 11.                | «Last Friday Night (T.G.I.F.)» (Carlos Cid & Greg Bahary's Hott 22 Vocal Club Mix) | 6:09     |  |

| Descarga digital – remix single |                                                    |          |  |
| N.º                             | Título                                             | Duración |  |
| 1.                              | «Last Friday Night (T.G.I.F.)» (con Missy Elliott) | 3:58     |  |

## Posicionamiento en listas y certificaciones
| Lista (2010–11)                       | Mejor posición |
| ------------------------------------- | -------------- |
| Alemania (Media Control AG)           | 15             |
| Australia (ARIA)                      | 5              |
| Austria (Ö3 Austria Top 40)           | 7              |
| Bélgica (Flandes) (Ultratop 50)       | 22             |
| Bélgica (Valonia) (Ultratop 50)       | 25             |
| Brasil (Hot 100 Airplay)              | 12             |
| Canadá (Canadian Hot 100)             | 1              |
| Colombia (Los 40 Principales)         | 1              |
| Dinamarca (Tracklisten)               | 14             |
| Escocia (The Official Charts Company  | 5              |
| Eslovaquia (Radio Top 100 Chart)      | 1              |
| España (Top 100 Canciones)            | 2              |
| Estados Unidos (Billboard Hot 100)    | 1              |
| Estados Unidos (Adult Pop Songs)      | 1              |
| Estados Unidos (Hot Dance Club Songs) | 1              |
| Estados Unidos (Pop Songs)            | 1              |
| Estados Unidos (Adult Contemporary)   | 17             |
| Francia (SNEP)                        | 12             |
| Hungría (Rádiós Top 40)               | 19             |
| Irlanda (IRMA)                        | 2              |
| Italia (FIMI)                         | 18             |
| Japón (Japan Hot 100)                 | 3              |
| Nueva Zelanda (Recorded Music NZ)     | 4              |
| Países Bajos (Dutch Top 40)           | 7              |
| Reino Unido (UK Singles Chart)        | 9              |
| República Checa (Rádio Top 100)       | 1              |
| Rumania (Romanian Top 100)            | 4              |
| Suecia (Sverigetopplistan)            | 26             |
| Suiza (Schweizer Hitparade)           | 20             |
| Venezuela (Top Rock Pop)              | 6              |

| País           | Organismo certificador | Certificación | Ventas    | Ref.   |
| -------------- | ---------------------- | ------------- | --------- | ------ |
| Australia      | ARIA                   | 4× Platino    | 280 000   | [ 33 ] |
| Canadá         | Music Canada           | 4× Platino    | 320 000   | [ 34 ] |
| Dinamarca      | IFPI Dinamarca         | Oro           | 15 000    | [ 35 ] |
| Estados Unidos | RIAA                   | 4× Platino    | 3 700 000 | [ 36 ] |
| Italia         | FIMI                   | Platino       | 30 000    | [ 37 ] |
| México         | AMPROFON               | Oro           | 30 000    | [ 38 ] |
| Nueva Zelanda  | RIANZ                  | Platino       | 15 000    | [ 39 ] |
| Reino Unido    | BPI                    | Oro           | 400 000   | [ 40 ] |
| Suiza          | IFPI Suiza             | Oro           | 15 000    | [ 41 ] |

## Sucesiones
| Anterior: «Give Me Everything» de Pitbull con Ne-Yo, Afrojack & Nayer | Canadian Hot 100 - Sencillo número uno 13 de agosto de 2011 — 20 de agosto de 2011        | Siguiente: «Moves like Jagger» de Maroon 5 con Christina Aguilera |
| Anterior: «Party Rock Anthem» de LMFAO                                | Billboard Hot 100 - Sencillo número uno 27 de agosto de 2011 — 9 de septiembre de 2011    | Siguiente: «Moves like Jagger» de Maroon 5 con Christina Aguilera |
| Anterior: «Party Rock Anthem» de LMFAO                                | Billboard Pop Songs - Sencillo número uno 13 de agosto de 2011 — 23 de septiembre de 2011 | Siguiente: «I Wanna Go» de Britney Spears                         |
| Anterior: «Run the World (Girls)» de Beyoncé                          | Dance/Club Play Songs - Sencillo número uno 16 de julio de 2011 — 23 de julio de 2011     | Siguiente: «I'm Into You» de Jennifer Lopez con Lil Wayne         |